# Sos shacha
Sos Shacha (chiń. upr. 沙茶酱; pinyin shāchá jiàng, także: sha cha, sacha, pot.: chińskie BBQ) – chińska przyprawa w formie sosu.

## Charakterystyka
Shacha sporządzana jest z oleju, czosnku, szalotki, chili i owoców morza, czy ryb (zazwyczaj suszone krewetki albo skarp). Istnieje wersja wegetariańska. Z uwagi na skład sos jest intensywnie pikantny i ma lekko owocowy smak. Nazwa chińska oznacza "sos z piaskowej herbaty" (geneza jej nie jest znana). 

## Zastosowanie
Sos jest używany głównie w kuchniach Fujian, Teochew oraz Tajwanu. Dodaje charakterystycznego smaku umami różnym grupom potraw, w tym zupom, czy marynatom mięsnym (m.in. poprzez nacieranie pieczeni). Dodaje się go także do frytek. Służy również jako sos do maczania.
Shacha jest nieodzownym składnikiem gorących kociołków wołowych i potraw smażonych na Tajwanie.

## Galeria

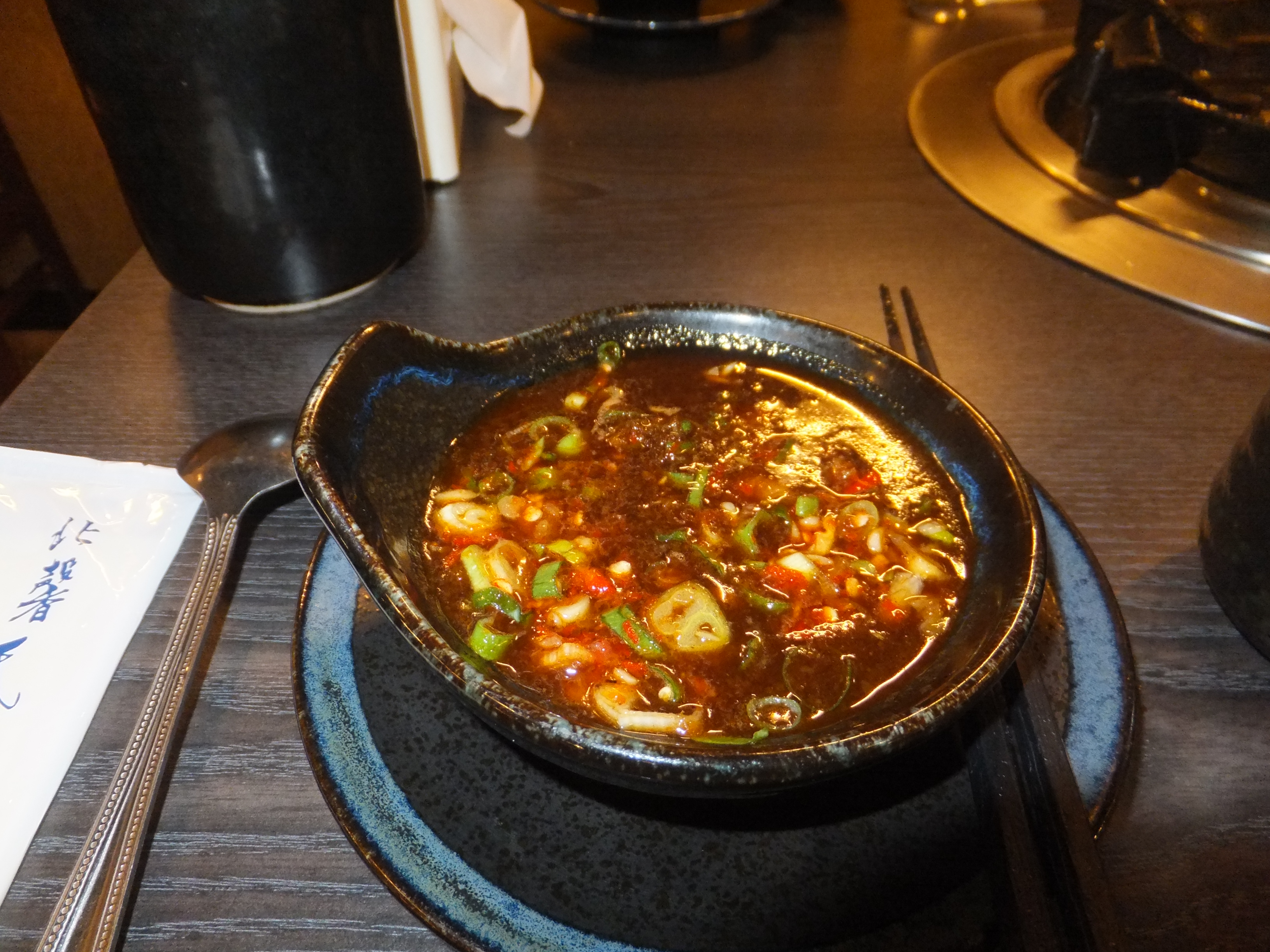
Miska z sosem na Tajwanie
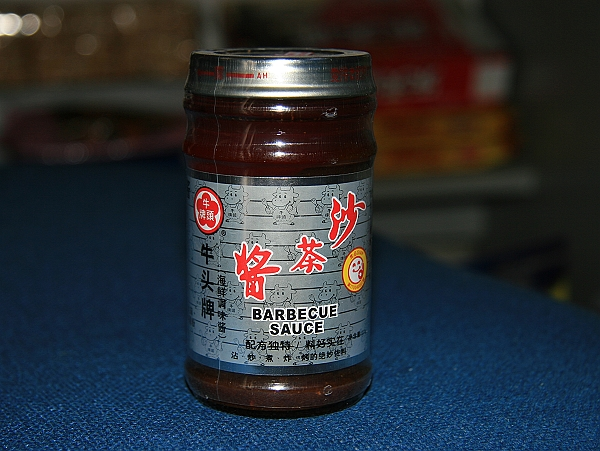
Słoik sosu gotowego